# Gabriel Attal
Gabriel Attal (ur. 16 marca 1989 w Clamart) – francuski polityk i samorządowiec, deputowany do Zgromadzenia Narodowego, sekretarz stanu (2018–2022), minister delegowany (2022–2023), w latach 2023–2024 minister edukacji i młodzieży, w 2024 premier Francji, od 2024 sekretarz generalny Renaissance.

## Życiorys
W 2010 ukończył studia prawnicze na Université Paris-Panthéon-Assas. W 2013 został absolwentem Instytutu Nauk Politycznych w Paryżu. Działał w Partii Socjalistycznej. W okresie rządów lewicy (2012–2017) pracował jako doradca Marisol Touraine, minister spraw socjalnych i zdrowia. W 2014 zasiadł w radzie miejskiej w Vanves.
Dołączył do ugrupowania LREM Emmanuela Macrona (przekształconego później w partię Renaissance). W 2017 po raz pierwszy uzyskał mandat posła do Zgromadzenia Narodowego. Z powodzeniem ubiegał się o reelekcję w wyborach w 2022 i 2024.
W latach 2018–2020 był sekretarzem stanu przy ministrze edukacji i młodzieży. Następnie do 2022 pełnił tożsamą funkcję przy premierze, zajmując jednocześnie stanowisko rzecznika prasowego rządu. W maju 2022 w nowo utworzonym gabinecie Élisabeth Borne został ministrem delegowanym do spraw rachunków publicznych (przy ministrze gospodarki, finansów, suwerenności przemysłowej i cyfrowej). Pozostał na tej funkcji po powyborczej rekonstrukcji rządu z lipca tegoż roku. W lipcu 2023 przeszedł natomiast na stanowisko ministra edukacji i młodzieży.
9 stycznia 2024 prezydent Francji Emmanuel Macron powołał go na urząd premiera. Dwa dni później powołano ministrów wchodzących w skład jego gabinetu. Gabriel Attal przejął także odpowiedzialność za planowanie ekologiczne i energetyczne. 8 lipca 2024 ogłosił dymisję swojego rządu (po zakończeniu wyborów parlamentarnych). W tym samym miesiącu został przewodniczącym frakcji deputowanych zorganizowanej przez Renaissance. Urząd premiera sprawował do 5 września 2024, kiedy to zastąpił go Michel Barnier.
W listopadzie 2024 Gabriel Attal (będący jedynym kandydatem) został wybrany na nowego sekretarza generalnego Renaissance (z nominacją od grudnia tego samego roku).

## Życie prywatne
Jego partnerem życiowym został Stéphane Séjourné, z którym zawarł rejestrowany związek partnerski; w późniejszym czasie para się rozstała.

## Odznaczenia
- Order Narodowy Zasługi I klasy (z urzędu, 2024)[16]
- Order Palm Akademickich I klasy (z urzędu, 2024)[17]